# Municipio de Donato Guerra
El municipio de Donato Guerra es uno de los 125 municipios del Estado de México, se encuentra dentro del Valle de Quencio. Limita al norte con Villa de Allende, al oeste con Zitácuaro, al sur con Ixtapan del Oro y Valle de Bravo y al este con Amanalco de Becerra.

## Nombre
Este municipio tenía antiguamente el nombre de Malacatepec, que quiere decir ‘cerro del malacate’, del náhuatl malacatl 'huso', 'cosa giratoria' y tepetl ‘cerro’. Desde 1880 se le dio el nombre del general Donato Guerra en honor a dicho personaje importante.

## Historia
En época prehispánica el territorio de este municipio formó parte de la región de Malacatepec y estuvo poblado por poblaciones mazahuas, por lo menos desde 1168. Entre 1474 y 1477 se inicia el dominio mexica en la zona. El territorio fue conquistado por el Imperio azteca, y se convirtió en tributario de este hasta la conquista española.
Durante la colonia este territorio, al igual que todo el país, recibió la visita de evangelizadores: el principal grupo que llegó a estas tierras fueron los franciscanos, quienes entre 1548 y 1550 iniciaron la construcción de la parroquia de La Asunción Malacatepec, siguiendo la costumbre de nombrar a cada pueblo con un nombre religioso antecediendo a su denominación indígena.
En 1604 el territorio se divide en dos por orden del virrey Pedro de Campos, quedando por un lado La Asunción Malacatepec (en la actualidad, Villa Donato) y por otro San José, que daría origen al municipio vecino de San José Villa de Allende.
Tras la independencia el municipio pasó a formar parte del estado de México.
Al iniciarse la Revolución Mexicana, el Estado de México y particularmente esta zona fueron de ocupación zapatista. Sin embargo, la villa de Donato Guerra no llegó a ser ocupada por los zapatistas, pues cada vez que éstos lo intentaban, los vecinos de San Simón de la Laguna y otras comunidades de la zona mazahua, principalmente aparceros de la hacienda de La Gavia acudían en defensa de la cabecera municipal.
En enero de 1927, durante la Guerra de los Cristeros, el territorio de Donato Guerra fue refugio de algunos sublevados, y el jefe cristero Federico Fábila fue muerto en San Martín Obispo.
Durante el gobierno de Lázaro Cárdenas se realizó el reparto agrario para formar los ejidos del municipio.
El municipio de Donato Guerra ha tenido por lo menos tres denominaciones por ser el asiento de los denominadores públicos y religiosos, conocidos como Malacatepec, La asunción Malacatepec y Donato Guerra.

## Hidrografía
El río más importante se llama La Asunción, y es un afluente del río Tilostoc, en la frontera entre Donato Guerra e Ixtapan del Oro, el río forma una cascada con una caída de 50 metros llamada Salto de Chihuahua.
Además de varios arroyos y manantiales el municipio cuenta con la laguna San Simón de la Laguna, gran parte de los recursos hidrológicos del municipio se usan para abastecer de agua a la Ciudad de México.

## Orografía
Por el municipio pasa la sierra Mil Cumbres, parte de la sierra Volcánica Transversal, destacan el Cerro Pelón a 3040 metros sobre el nivel del mar y donde anida la mariposa monarca, el cerro del Coyote, el cerro Chiquito y la Peña de los Muñecos.
La llegada de la mariposa monarca de noviembre a marzo es uno de los principales atractivos turísticos de la región. Para visitar el Santuario de la Mariposa Monarca, se puede hacer desde el parador turístico "El Capulín", "Macheros" y "La Mesa", cerca de San Juan Xoconusco, población de Donato Guerra, los cuales colindan con el estado de Michoacán. Aquí se pueden encontrar cabañas donde hospedarse y guías que lo llevarán a conocer las profundidades del bosque y el santuario de la mariposa monarca, un espectáculo que jamás olvidará.
Este es un municipio conocido por los colores tan brillantes con los que sus habitantes se visten, ropas tradicionales de los mazahuas finamente bordados por mujeres hábiles, también es un lugar de sabores como por ejemplo el licor de frutas, el pan de pulque y dulces de pepitas.

## Flora y fauna
Una parte importante del municipio está cubierta por un bosque que contiene árboles maderables, frutales y de ornato. La presencia de dicho bosque, de los pocos que hay en el centro del país, permite que aún sobrevivan animales como el venado, liebre, gato montés, conejo, coyote, ardilla, zorrillo, hurón, armadillo, zorra, rata de campo, tuza, comadreja, tejón, tlacuache y cacomixtle.